# Estación de Biarriz
La estación de Biarriz, (en francés: gare de Biarritz), es la principal estación ferroviaria de la ciudad francesa de Biarritz. Por ella circulan tanto trenes de alta velocidad, como de grandes líneas, media distancia y regionales. 
En 2006, fue utilizada por cerca de medio millón de pasajeros.

## Historia
Aunque en la actualidad es la principal estación de la ciudad, durante mucho tiempo no fue así. De hecho en 1911, y de cara a acercar el ferrocarril al centro de la ciudad se creó una nueva estación llamada Biarriz-Ciudad que se encontraba al final de un pequeño ramal de 3,5 km que partía de la línea férrea Burdeos-Irún. Por esta nueva estación transcurrieron trenes históricos como el Sud-express, que unían Francia con España y Portugal y el Côte basque. Sin embargo la estación fue perdiendo protagonismo y sus vetustas instalaciones fueron cerradas el 14 de septiembre de 1980. Todos sus servicios fueron trasladados a la estación de Biarriz que dejó de llamarse Biarritz-La Negresse, para distinguirse de Biarriz-Ciudad.

## Descripción
La estación de Biarriz es un clásico y sobrio edificio de piedra de planta rectangular recubierto por una tejado de pizarra de varias vertientes. La parte central se compone de dos pisos y está adornada en su parte más alta por un pequeño frontón que contiene un reloj de agujas.
Se compone de dos andenes, uno laterales y otro central al que acceden tres vías.

## Servicios ferroviarios

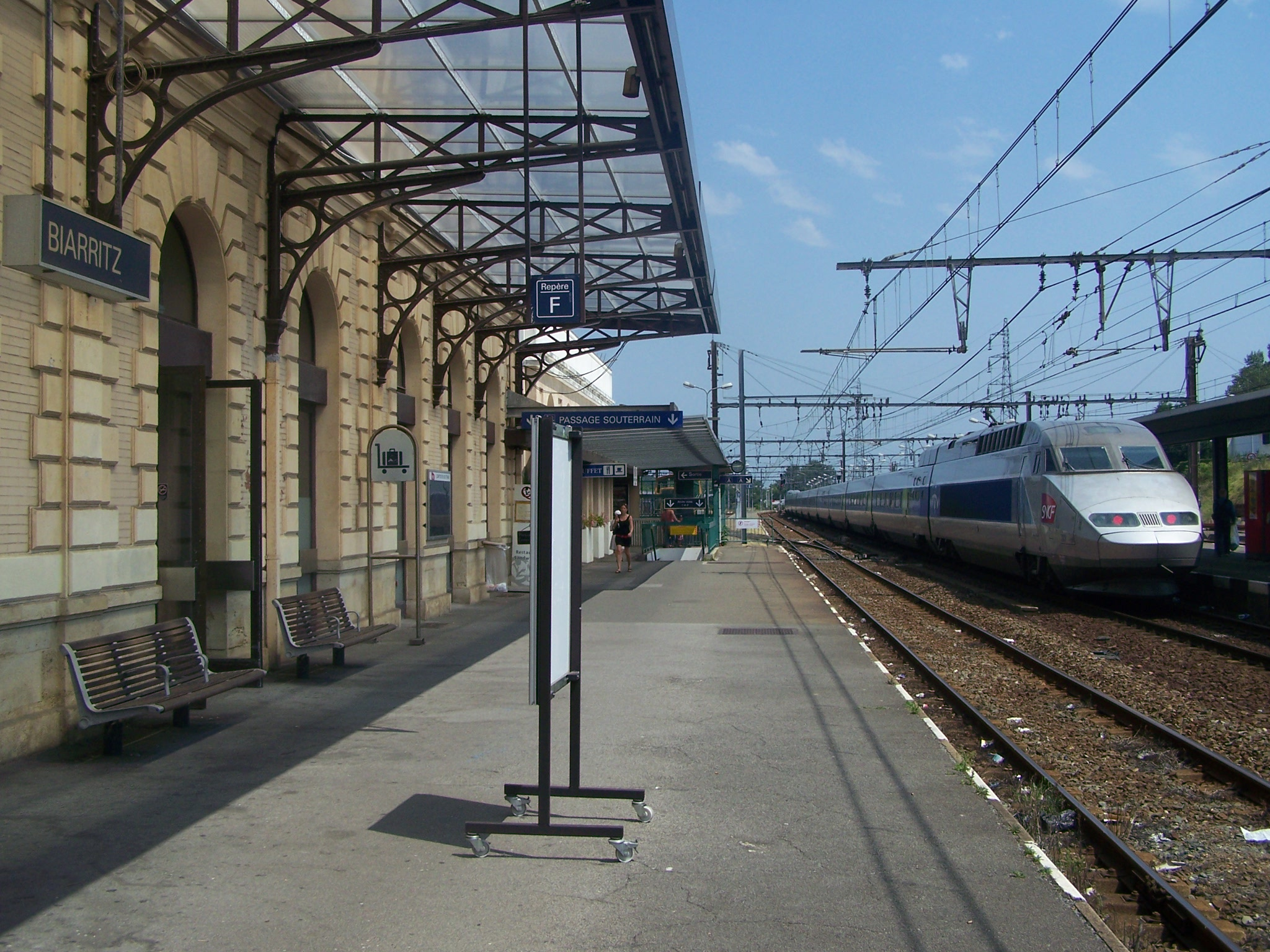
Vista de los andenes, con un TGV abandonando la estación.

### Alta Velocidad
Los trenes TGV que transitan por la estación permiten enlazar los siguientes destinos:
- Línea Hendaya / Irún  ↔ París / Lille.

### Grandes Líneas
A través de sus Lunéas, la SNCF recorre desde Biarriz:
- Línea Irún ↔ París.
- Línea Hendaya / Irún  ↔ Ginebra. Fines de semana y periodos vacacionales.

### Media Distancia
Los trenes Intercités enlazan las siguientes ciudades:
- Línea Irún ↔ Toulouse.
- Línea Hendaya ↔ Burdeos.

### Regionales
Los siguientes trenes regionales circulan por la estación:
- Línea Hendaya ↔ Burdeos.